# Meistriliiga de 2011
Meistriliiga de 2011 foi a 21.ª edição da Meistriliiga. A competição teve início em 5 de março, e teve como o campeão a equipe do FC Flora Tallinn.

## Equipes
| Equipe         | Localização | Estádio            | Capacidade |
| -------------- | ----------- | ------------------ | ---------- |
| Ajax Lasnamäe  | Tallinn     | FC Ajax Stadium    | 1.500      |
| Flora          | Tallinn     | A. Le Coq Arena    | 9.300      |
| Kalju          | Tallinn     | Hiiu Stadium       | 500        |
| Kuressaare     | Kuressaare  | Linnastaadion      | 2.000      |
| Levadia        | Tallinn     | Kadrioru Stadium   | 4.750      |
| Paide LM       | Paide       | ÜG Stadium         | 250        |
| Sillamäe Kalev | Sillamäe    | Kalevi Stadium     | 2.000      |
| Tammeka        | Tartu       | Tamme Stadium      | 2.000      |
| Trans          | Narva       | Kreenholmi Stadium | 3.000      |
| Viljandi       | Viljandi    | Linnastaadion      | 2.500      |

## Classificação geral
| Meistriliiga de 2011 | Meistriliiga de 2011 | Meistriliiga de 2011 | Meistriliiga de 2011 | Meistriliiga de 2011 | Meistriliiga de 2011 | Meistriliiga de 2011 | Meistriliiga de 2011 | Meistriliiga de 2011 | Meistriliiga de 2011 | Meistriliiga de 2011 | Meistriliiga de 2011                              |
| Pos                  | Equipes              | Pts                  | J                    | V                    | E                    | D                    | GM                   | GS                   | SG                   | %                    | Classificação ou rebaixamento                     |
| -------------------- | -------------------- | -------------------- | -------------------- | -------------------- | -------------------- | -------------------- | -------------------- | -------------------- | -------------------- | -------------------- | ------------------------------------------------- |
| 1                    | Flora                | 86                   | 36                   | 26                   | 8                    | 2                    | 100                  | 24                   | +76                  | 79,63                | Play-offs da Liga dos Campeões da UEFA de 2012–13 |
| 2                    | Kalju                | 79                   | 36                   | 24                   | 7                    | 5                    | 82                   | 23                   | +59                  | 73,15                | Play-offs da Liga Europa da UEFA de 2012–13       |
| 3                    | Trans                | 73                   | 36                   | 22                   | 7                    | 7                    | 107                  | 29                   | +78                  | 67,59                | Play-offs da Liga Europa da UEFA de 2012–13       |
| 4                    | Levadia              | 73                   | 36                   | 21                   | 10                   | 5                    | 76                   | 25                   | +51                  | 67,59                | Play-offs da Liga Europa da UEFA de 2012–13       |
| 5                    | Sillamäe Kalev       | 54                   | 36                   | 17                   | 3                    | 16                   | 77                   | 59                   | +18                  | 50,00                |                                                   |
| 6                    | Paide LM             | 45                   | 36                   | 13                   | 6                    | 17                   | 40                   | 51                   | -11                  | 41,67                |                                                   |
| 7                    | Tammeka              | 39                   | 36                   | 11                   | 6                    | 19                   | 57                   | 75                   | -18                  | 36,11                |                                                   |
| 8                    | Viljandi             | 30                   | 36                   | 8                    | 6                    | 22                   | 37                   | 69                   | -32                  | 27,78                |                                                   |
| 9                    | Kuressaare           | 26                   | 36                   | 7                    | 5                    | 24                   | 28                   | 68                   | -40                  | 24,07                | Play-off de Rebaixamento                          |
| 10                   | Ajax Lasnamäe        | 4                    | 36                   | 0                    | 4                    | 32                   | 11                   | 192                  | -181                 | 3,70                 | Zona de rebaixamento à Esiliiga em 2012           |

## Play-off
| 13 de novembro | Infonet | 0 — 1 | Kuressaare | Tallinn |
| 12:00          |         |       |            |         |

| 19 de novembro | Kuressaare | 4 — 1 | Infonet | Kuressaare |
| 12:00          |            |       |         |            |